# 미사토촌 (도쿠시마현)
미사토촌(美郷村)은 도쿠시마현 오에군에 있던 촌이다.
2004년 10월 1일에 오에군내의 가모지마정, 가와시마정, 야마카와정과 합병해 요시카와시가 되었다. 미사토촌에 있던 구역은 요시카와시 미네로 구분되었다.

## 지리
도쿠시마현의 거의 중앙 요시노 강 중류에 쏟고 있는 가와다 강의 상류에 위치했다. 요시노강 일대는 '미사토의 반딧불 및 발생지'로서 국가 천연기념물로 지정되어 있다.매년 5월 하순부터 6월 중순에는 미사토 반딧불 축제가 개최된다.

## 역사
- 1955년 1월 1일 - 히가시야마촌, 미야마촌, 나카에다촌이 합병해, 미사토촌이 성립하였다.
- 2004년 10월 1일 - 가모지마정, 가와시마정, 야마카와정과 합병해 요시노가와시가 되었다.

## 교통

### 도로
- 국도 제193호선